# 瓊·克洛克
琼·贝弗利·克洛克（英語：Joan Kroc，前称史密斯；1928年8月27日—2003年10月12日），又名乔尼，是一位美国慈善家、麦当劳首席执行官雷·克洛克的第三任妻子，也因参与麦当劳的组织而闻名。

## 影視媒體形象
- 《速食遊戲》：2016年傳記電影，由琳達·卡迪林尼飾演瓊·史密斯。